# Nam Ban
Pour les articles homonymes, voir Nanban (homonymie).
Nam Ban est une ville du district de Lam Ha, province de Lâm Đồng, au Vietnam.

## Géographie
La ville de Nam Ban est située à la transition entre le plateau et les plaines, à une altitude moyenne de 800 à 1 000 mètres au dessus du niveau de la mer. Le terrain est vallonné et montagneux.
Les terres de la ville de Nam Ban sont principalement constituées de ferralite de fer (Ferralsol) ou de basalte. La terre est généralement assez fertile ; elle est adaptée au développement de cultures industrielles à long terme telles que le café, le thé et le mûrier… ainsi que d'autres cultures de courte durée comme les patates douces, les cacahuètes…
Au 31 décembre 2010, la commune comptait 11 685 habitants et 2 680 ménages.

## Histoire
La ville de Nam Ban était autrefois la ville agricole de Nam Ban, créée le 19 septembre 1981, alors qu'elle était le centre de la nouvelle zone économique de Hanoï à Lam Dong. La zone naturelle d'origine de la ville de Nam Ban s'étend sur 4 434 hectares.
En octobre 1987, le district de Lam Ha a été créé et la ville de Nam Ban Farm a été divisée en deux unités administratives : la ville de Nam Ban et la commune de Me Linh.
En 2002, une partie de la superficie et de la population de la ville a été séparée pour créer la commune de Nam Ha. La nouvelle ville de Nam Ban compte 2 089 hectares d'espace naturel et 10 912 habitants.

## Tourisme
Bien que la ville de Nam Ban ne possède pas beaucoup d'attractions touristiques uniques comme Đà Lạt, elle possède également des paysages tels que les cascades de l'Élephant et la pagode Linh An. Chaque année, il attire également un nombre important de touristes, principalement étrangers, venus visiter et découvrir l'identité multiculturelle d'ici et l'industrie autrefois célèbre du mûrier.